# 聊城城墙
聊城城墙，位于中国山东省聊城市东昌府区，1950年代至1970年代间拆除，2008年后逐渐复建。
聊城老城为一边长一公里的正方形，城周围有东昌湖环绕，城墙为夯土外包城砖结构。东昌湖外亦有夯土围墙，称“圩子墙”。1950年代至1970年代，因改善交通、建筑取土等不断被拆毁，至1990年已经完全消失。
2008年起，根据县志等史料，聊城城墙除东北角外的三处角楼和除东门外的三座城门陆续复建，另有东城门瓮城遗址发掘出土，聊城古城规模逐渐重现。